# لمفوما جلدية
لمفوما الجلد (بالإنجليزية: cutaneous lymphoma)‏ وتسمى أيضا اللمفوما الجلدية (بالإنجليزية: lymphoma cutis)‏ واللمفوما الجلدية هي حالة جلدية تتميز بتكاثر النسيج الليمفاوي.
هناك صنفان من اللمفومات التي تؤثر على الجلد:
- لمفوما جلدية بائية الخلايا.
- لمفوما جلدية تائية الخلايا.